# امیر جوادی‌فر
امیر جوادی‌فر لنگرودی (۲۳ شهریور ۱۳۶۳ در رشت – ۲۳ تیر ۱۳۸۸ در تهران) دانشجوی رشتهٔ مدیریت صنعتی دانشگاه آزاد قزوین، ترانه‌سرا و علاقه‌مند به بازیگری بود که در جریان اعتراضات ۱۸ تیر ۱۳۸۸ دستگیر و در بازداشتگاه کهریزک کشته شد. کشته شدن او مورد توجه رسانه‌های بسیاری قرار گرفت.
پس از کشته شدن او، دادگاهی در ایران برگزار شد. در این دادگاه،‌ دادستان وقت تهران و دو قاضی از قاضی‌های سرشناس ایران مورد بازخواست قرار گرفتند. در جریان این دادگاه،‌ سه حکم اعدام صادر شد که با رضایت خانواده‌های درگیر در پرونده از جمله خانواده جوادی‌فر، از اعدام خلاصی یافتند. بعدا خانواده جوادی‌فر شکایت خود از سعید مرتضوی،‌ دادستان وقت را نیز پس گرفتند. در ادامه واکنش‌ها به کشته شدن جوادی‌فر و چند تن دیگر در بازداشتگاه کهریزک،‌ این بازداشتگاه به دستور مستقیم سید علی خامنه‌ای تعطیل شد.

## زندگی‌نامه
امیر جوادی‌فر در ۲۳ شهریور ۱۳۶۳ در رشت به دنیا آمد. او دانشجوی مدیریت دانشگاه آزاد قزوین بود. علاقه او ترانه‌سرایی و در مؤسسه «کارنامه» دانشجوی بازیگری بود.

### بازداشت در سال ۱۳۸۸ و درگذشت
درجریان درگیری‌های پس از انتخابات ریاست‌جمهوری سال ۱۳۸۸، در روز ۱۸ تیر ۱۳۸۸، او بازداشت شد. او که با همراهی برادرش برای شرکت در اعتراضات ۱۸ تیر به خیابان آمده بود، توسط نیروهای بسیجی تعقیب می‌شود و پس از گم کردن برادرش، مورد ضرب و شتم قرار می‌گیرد. وی پیش از دستگیری از ناحیهٔ دست و بینی مجروح شده بود. و برای همین یک شب در بیمارستان فیروزگر بستری شد. ساعت ۹ شب همان روز به خانواده او اعلام می‌شود که فرزندشان در بیمارستان فیروزگر است. خانواده به بیمارستان رفته و او را به بیمارستان خصوصی منتقل می‌کنند. در همان‌جا اعلام می‌شود که یکی از چشم‌ها و گردن امیر آسیب دیده است. به گفته پدر و برادرش، خود او با همراهی پدر به پلیس پیشگیری مراجعه کردند.‌

### کشته‌شدن
به گفته نزدیکانش، ۵ روز بعد از بازداشت، جسد او تحویل پزشکی قانونی می‌شود و ۱۲ روز بعد، خبر مرگش به خانواده او اعلام می‌گردد. اخبار و گزارش‌ها در خصوص چگونگی و مکان درگذشت او اختلاف دارند. گزارش کمیته ویژه مجلس ایران و خانواده جوادی‌فر، محل مرگ را در مسیر انتقال کهریزک به اوین دانسته‌اند. سعید مرتضوی نیز منکر هرگونه آسیب به او در بازداشتگاه کهریزک شد و معتقد بود که وی به خاطر ضرب و شتم با مأموران در پیش از دستگیری، آسیب دیده بود و پیش از انتقال به بازداشتگاه، در بیمارستان بستری بود.

## واکنش‌ها به خبر درگذشت

### بررسی‌های قانونی
در گزارش هیئت تحقیق و تفحص مجلس از حوادثِ بعد از انتخابات آمده بود که: «مرحوم جوادی‌فر یکی از دستگیرشدگان ۱۸ تیر در بین راه انتقال از کهریزک به اوین جان خود را از دست داده است. ایشان در زمان دستگیری مورد ضرب‌وشتم قرار گرفته و قبل از انتقال به کهریزک مداوا شده؛ بااین‌حال نام‌برده از لحاظ جسمی ضعیف شده بود و توان مقاومت در برابر صدمات جسمی و روحی بازداشتگاه کهریزک را نداشته است و در چهار روز حضور در کهریزک یک بار به پزشک وظیفه زندان مراجعه کرده که مداوای خاصی نسبت به ایشان انجام نمی‌گیرد؛ به‌هرحال ایشان با حالت وخیم سوار اتوبوس می‌شود و در همان آغاز حرکت اتوبوس‌ها نام‌برده وضعیت بحرانی پیدا کرده و در بیرون از اتوبوس جان می‌دهد.».
در نامه‌ای که مسئولان بازداشتگاه دربارهٔ علت فوت جوادی‌فر به دادستان وقت تهران زده بودند، علت مرگ «مشکل تنفسی و مننژیت و همچنین ایست قلبی» اعلام شده بود.

### دادگاه رسیدگی به قتل
در جریان کشته شدن امیر جوادی‌فر در بازداشتگاه کهریزک؛ پرونده‌ای علیه دادستان وقت، سعید مرتضوی و دیگر متهمان پرونده باز شد. بر اساس کیفرخواست این پرونده، که توسط دادستانی تهران ارائه شده بود، سعید مرتضوی، دادستان سابق تهران به «مشارکت در بازداشت غیرقانونی و معاونت در تنظیم گزارش خلاف واقع از طریق امر یا ترغیب مأموران مربوط به تنظیم گزارش خطاب به خود» و آقایان حسن زارع دهنوی (معروف به قاضی حداد) معاون امنیت مرتضوی و علی اکبرحیدری فر، دادیار وقت دادستانی تهران به «مشارکت در بازداشت غیرقانونی» متهم شده‌اند. در جریان رسیدگی به این پرونده، پدر امیر در یک جلسه خصوصی در دادگاه، رضایت خود را اعلام کرد. با این حال به خاطر جنبه عمومی جرم، پرونده روند خود را پیش گرفت. به گفته پدر امیر، او در جریان دادگاه علاوه بر مرتضوی، سه متهم دیگر را که به اعدام محکوم بودند را نیز بخشیده است.
در نهایت، دادگاه رسیدگی به اتهامات وارد شده به مسئولان این بازداشتگاه، در سال ۹۱ (پس از ۳ سال) رای بدوی خود را اعلام کرد. رای این دادگاه با اعتراض خانواده شاکیان همراه بود و در نهایت در سال ۹۶ (پس از ۷ سال) رای نهایی صادر و اجرا گردید.

### اظهارات خانواده و بستگان
علی جوادی‌فر لنگرودی، پدر امیر، پس از مرگ فرزندش در نامه‌ای نوشت: 
«حال که این نامه را ارسال می‌کنم از اوین زنگ زدند و گفتند بیا جنازهٔ پسر و جگرگوشه‌ات را از پزشکی قانونی تحویل بگیر. لازم است بگویم پسرم در تاریخ ۱۸ تیر ماه در محدودهٔ امیرآباد توسط لباس شخصی‌ها مصدوم و در بیمارستان بستری بود، اما پس از بهبودی به زندان اوین برده شد و حالا جنازهٔ پسر ۲۴ ساله‌ام را تحویلم می‌دهند. پسرم بنام امیر جوادی لنگرودی پسری بود به دور از جریانات سیاسی و فقط عاشق وطن بود همین و بس، پسری مؤدب و سربه‌زیر که به تازگی مادرش را از دست داده بود و عزادار مادرش بود. حال من تنها باید برایش عزا بگیرم و مادری نیست تا برایش گریه کند.»
او همچنین در زمان خاکسپاری فرزندش مدعی شد که «امیر در بیمارستان فیروزگر بستری بود، چکاب کامل شده بود، یک شب در بیمارستان خوابید، صحیح و سالم بود و با پای خودش تحویل پلیس پیشگیری داده شد».
روزنامه سرمایه به نقل از یکی از بستگان امیر گزارش کرد که وی پس از دستگیری به علت «شکستگی» برخی از اعضای بدنش، ساعت‌ها در بیمارستان فیروزگر بستری بود که بعد به بیمارستان لاله در شهرک غرب انتقال داده شد. وی اظهار کرد که مقام‌های امنیتی از خانواده امیر خواسته بودند که اعلام کنند فرزندشان «از قبل دچار بیماری ریه بوده است، در حالی که چنین چیزی محال است زیرا او کاملاً سالم بود.» آن‌ها همچنین از خانواده این جوان امضا گرفته بودند که «تشییع جنازه فقط با حضور افراد فامیل و خودی برگزار شود و شعاری در آن داده نشود.»
یکی دیگر از بستگان جوادی‌فر در گفتگو با رادیو فردا مدعی شد که بر روی جسد امیر، آثار فراوانی از شکنجه همچون سایر دستگیرشدگان دیده شد. از جمله تمام ناخن‌های پایش را کشیده بودند٬ خونریزی ریوی داشت و بینایی‌اش را از دست داده بود. برادر امیر نیز مدعی شد که در طی گفتگوهایی که با هم‌بندی‌های برادرش در کهریزک انجام داده است، برادرش در روزهای پایانی زندگی‌اش، بینایی‌اش را از دست داده بود. او همچنین مدعی شد که برادرش در حین انتقال به زندان اوین در میانه راه و در اتوبوس جان باخته است.

### دیدارها
میرحسین موسوی، زهرا رهنورد، معصومه ابتکار، محمدعلی نجفی و احمد مسجدجامعی از کسانی بودند که پس از کشته‌شدن امیر، به خانه او رفته و با خانواده‌اش دیدار کردند.

### اعلام به عنوان شهید
پس از آنکه برخی منابع از شهید معرفی شدن او به همراه دو کشته دیگر بازداشتگاه کهریزک، توسط بنیاد شهید و امور ایثارگران خبر دادند، این خبر توسط مسعود زریبافان رئیس بنیاد شهید و امور ایثارگران تکذیب شد. با این همه در متن رضایت‌نامه پدرش از سعید مرتضوی، وی از فرزندش با عنوان شهید یاد کرد. همچنین بر سنگ مزار او نیز عبارت شهید نوشته شده است.

### تعطیلی بازداشتگاه کهریزک
پس از آنکه سید علی خامنه‌ای رهبر وقت جمهوری اسلامی، در یک سخنرانی، از بازداشتگاه کهریزک به عنوان جایی که در آن جنایت صورت گرفته است یا کرد، دستور داد تا این بازداشتگاه تعطیل گردد. پس از آن بود که این بازداشتگاه تعطیل و تمام زندانیان به زندان اوین منتقل شدند.